# Seznam osebnosti iz Občine Grosuplje

## Agronomi
- Adamič France (1911, Praproče pri Grosupljem – 2004, Grosuplje)
- Simončič Anton (1912, Radeče – 1999), živinorejski in ribiški strokovnjak
- Skubic Jože (1901, Zgornja Slivnica – 1936, Ljubljana)

## Biologi, zoologi, veterinarji
- Kos Fran, biolog, služboval v ljudski šoli v Grosuplju (1885, Ljubljana – 1956, Jesenice)
- Kotar Marijan, dendrolog (1941 –)
- Peterlin Stane, naravovarstvenik (1937, Ljubljana –)
- Rome Franc (1906, Sela pri Šmarju – ?)
- Valentinčič Stane, spomeničar, veterinar, zoohigienik (1913, Grosuplje, grad Brinje – 1995, Ljubljana)

## Duhovniki, nabožni pisci
- Dalmatin Jurij, župnik v Škocjanu (1547, Krško – 1589, Ljubljana)
- Jamnik Anton, filozof, ljubljanski škof (1961, Mala Ilova Gora)
- Kerčon Jožef (1821, Šmarje - Sap – 1903, Predoslje)
- Klemenčič Andrej, asket, kaplan v Škocjanu in Šmarju (1655, Ljubljana – 1725, Ljubljana)
- Lah Valentin, kaplan v Šmarju (1833, Komenda – 1886, Bosanska Dubica, Bosna in Hercegovina)
- Martinc Gilbert (1752, Šmarje - Sap – 1809, Ljubljana)
- Murè Silvester, župnik v Šmarju (1743, Škofja Loka – 1810, Ljubljana – Dobrunje)
- Namre Anton, nabožni pesnik, naravoslovni pisatelj, duhovnik na Kopanju (1812, Stari trg pri Ložu – 1893, Šmartno pod Šmarno goro)
- Padar Alojzij, trapist (1854, Gajniče pri Šmarju – 1880, pri Šmarju)
- Strniša Janez Krstnik, kaplan v Škocjanu (okoli 1670, Kranjska – po 1723)
- Štrubelj Alojz, jezuit, prevajalec, pisal o zgodovini župnij Polica in Šmarje - Sap (1917, Paradišče - 2004)
- Švigelj Josip, domoznanec, napisal Kroniko poliške župnije (1871, Borovnica – 1937)
- Trubar Primož, reformator, protestantski duhovnik, utemeljitelj slovenskega knjižnega jezika in slovstva, krščen v škocjanski cerkvi (1508, Rašica – 1586, Tübingen, Nemčija)
- Volc Alojzij, kronist, lovski pisatelj, kaplan v Šmarju (1978, Podkoren pri Kranjski Gori – 1963, Soteska pri Straži)
- Zamejic Andrej, učitelj pri baronu Lichtenbergu v Prapročah pri Grosupljem, kjer je začel pisati Zgodnjo danico (1824, Vrzdenec pri Horjulu – 1907, Ljubljana)
- Zupančič Janez (1819, Šmarje - Sap – 1895, Radomlje)

## Glasbeniki, skladatelji
- Barbo Matjaž, muzikolog (1965)
- Budkovič Cvetko, glasbeni zgodovinar, pobudnik za ustanovitev glasbene šole (1920, Grosuplje – 2000, Ivančna Gorica)
- Doblekar Braco (1944, Št. Jurij)
- Mlinar–Cigale Fran Ksaver  ( 1887, Rovte nad Logatcem – 1972, Grosuplje)
- Narat Boštjan, kantavtor (1976, Maribor)
- Pavčič Josip, skladatelj (1844, Škocjan – 1895, Velike Lašče)
- Šuligoj Avgust, dirigent, učitelj v Šmarju (1900, Dolnji Zemon – 1984, Trbovlje)
- Grum Anton, skladatelj (1877, Lipoglav – 1975, Dubrovnik, Hrvaška)
- Marolt Franc organist, operni pevec, zborovodja, skladatelj (1893, Škocjan – 1981, Ljubljana)
- Šeme Alojz (Louis), pevovodja, pianist, skladatelj (1901, Polica – 1983, Cleveland, ZDA)
- Škulj Edo, muzikolog, duhovnik, deluje v Škocjanu (1941, Podsmreka pri Velikih Laščah)

## Gospodarstveniki, ekonomisti
- Dular Metod, upravitelj tovarne Motvoz in platno (1899, Novo mesto – 1990, Ljubljana)
- Lesjak Janez, politični delavec, ustanovitelj in direktor tovarne Motvoz in platno, župan občine Grosuplje (1915, Stična - ?)
- Lužar Janez, ustanovitelj in direktor Elektrostrojnega podjetja - Kovinastroj Grosuplje (1915, Žalna – 1984)
- Možina Stane (1927, Gatina – 2017), psiholog in sociolog
- Perovšek Janez – Pelko, pisatelj, agronom (1921, Šmarje - Sap – 1993, Ljubljana)
- Plankar Štefan, direktor Pekarne Grosuplje (1947, Šentvid pri Stični)
- Rejec Emil (1932, Rut na Tolminskem – 1991, Grosuplje)

## Igralci, režiserji, operni pevci
- Fink Marko, operni pevec (1950, Buenos Aires, Argentina)
- Furijan Maks, gledališki in filmski igralec (1904, Goričak – 1993, Šmarje - Sap)
- Gale Jože, igralec, režiser, režiral je filme o Kekcu (1913, Grosuplje – 2004, Ljubljana)
- Kalin Mirjam, operna pevka (1966, Ljubljana)
- Potokar Lojze, igralec in režiser, izhaja iz Police (1902, Ljubljana – 1964)
- Potokar Stane, gledališki in filmski igralec, izhaja iz Police (1908, Ljubljana – 1962, Ljubljana)
- Zorc Gregor, igralec (1977)
- Zorc Ramovš Simona, gledališka igralka in režiserka, kulturna producentka (1964)

## Literati

### Književniki
- Adamič Louis pisatelj, prevajalec (1898, Praproče pri Grosupljem – 1951, Milford, New Jersey, ZDA)
- Ambrožič Jožef, organist, učitelj, pesnik (1737, Šmarje - Sap – 1793, Preserje)
- Anžič Renata, mladinska pisateljica, lektorica, prevajalka (1975, Ljubljana)
- Frbežar Ivo, pesnik, pisatelj, grafični oblikovalec založnik (1949, Ljubljana)
- Gale Ana, pesnica (1909, Grosuplje – 1944, Zalog pri Škofljici)
- Gluvić Goran, pisatelj, dramatik, pesnik (1957, Bileća, Bosna in Hercegovina)
- Gorše – Perhaj Marija, pesnica (1924, Luče – 2014, Velike Lašče)
- Hreščak Marija Aleksandra, pesnica, pedagoška delavka, mladost preživela v Višnji Gori in Grosuplju (1915, Trst – ?)
- Hudales Zoran, pisatelj, dramatik, med vojno načelnik oddelka za agitacijo in propagando pri okrožnem odboru OF Grosuplje (1907, Bovec – 1982, Ljubljana)
- Hudolin Jurij, pisatelj, pesnik, kritik, prevajalec (1973, Ljubljana)
- Jarc Mihaela, pesnica, objavljala v Zborniku občine Grosuplje (1916, Ljubljana – ?)
- Kozinc Željko, pisatelj, pesnik, dramatik, novinar (1939, Zagreb, Hrvaška)
- Kračman Matevž, ljudski pesnik, organist, učitelj (1773, Sap – 1853, Sap)
- Lah Ivan, pisatelj, mladost je preživel v Šmarju (1881, Trnovo (Ilirska Bistrica) – 1939, Ljubljana)
- Novak Štokelj Dragica, pesnica, (1960)
- Podržaj Rudi, pisatelj, dramatik (1967, Ponova vas)
- Potokar Ludve, pisatelj, publicist (1923, Cikava – 1956, Kanada)
- Prešeren France, pesnik, pravnik, leta 1808 pride živet k stricu Jožefu, ki je kot duhovnik služboval na Kopanju (1800, Vrba – 1849, Kranj)
- Seliškar Tone, pesnik in pisatelj, udeleženec bojev za Ilovo goro (1900, Ljubljana – 1969, Ljubljana)
- Zorman Ivan, pesnik, glasbenik (1889, Šmarje - Sap – 1957, Cleveland, Ohio, ZDA
- Žitnik Vinko, pesnik (1903, Grosuplje – 1980, Buenos Aires, Argentina)

### Publicisti, prevajalci
- Eržen Viktor, prevajalec (1857, Razdrto, danes del Šmarja - Sapa – 1881, Ljubljana)
- Polič Radko, prozaist, publicist, organizator NOB v grosupeljskem območju (1919, Rožni Dol v Beli krajini –1988, Stražnji Vrh pri Črnomlju)
- Trošt Ivan, publicist (1925, Perovo – 1989, Grosuplje)

## Novinarji, televizijci
- Hribar Sašo, humorist, komik (1960, Celje)
- Janežič Ambrožič Manica, novinarka, televizijska voditeljica (1973, Grosuplje)
- Pance Barbara, novinarka
- Perovšek Franc, družbenopolitični delavec, direktor RTV Ljubljana (1922, Šmarje - Sap – 2011)
- Romih Boštjan, televizijski in radijski voditelj (1976, Slovenj Gradec)
- Slak Uroš, novinar, televizijski voditelj (1969, Grosuplje)
- Viršek Damjan, urednik, novinar
- Žitnik Edvard, novinar, dokumentarist (1963)

## Pravniki, politiki
- Cerar Miro ml., pravnik, pisec (1963, Grosuplje)
- Cerar Zdenka, pravnica, telovadka, političarka (1941, Ljubljana –  2013, Grosuplje)
- Čeferin Aleksander, odvetnik, nogometni funkcionar (1967, Ljubljana)
- Čeferin Peter, odvetnik (1938, Ljubljana)
- Janša Janez, politik, publicist (1959, Plešivica pri Grosuplju)
- Kopač Janez, pravnik (1793, Klanec pri Šmarju – 1872, Gradec, Avstrija)
- Lesjak Janez ml., častnik - veteran, župan, publicist (1950, Grosuplje)
- Likovič Angelca (1944 –), učiteljica, političarka
- Perovšek Martin, pravnik, sodnik, višji pravni svetnik (1899, Šmarje - Sap – 1987, Ljubljana)
- Piškur Lojze, sodnik, predsednik Vrhovnega sodišča Slovenije (1908, Malo Mlačevo – 1982)
- Polič Svetozar, družbenopolitični delavec, pravnik, sodnik okrajnega sodišča v Grosupljem (1917, Grahovo ob Bači - ?)
- Valentinčič Ignacij, politični delavec (1842, Bičje – 1916, Grosuplje)

## Revolucionarji, borci NOB, narodni heroji
- Jakhel Dolfe, revolucionar (1910, Otoče pri Celovcu – 1942, Medvedica)
- Kadunc Jože – Ibar, narodni heroj (1925, Dobrepolje – 1944, Cikava)
- Šuligoj Stojan, sekretar okrožnega komiteja SKOJ Grosuplje (1923, Spodnji Kašelj – 1943, nad Bičjem)

## Slikarji, kiparji, grafiki, arhitekti
- Justin Gabrijel, slikar, grafik (1903, Ljubljana - 1960, Grosuplje)
- Magyar Viktor, slikar, ilustrator (1934, Motnik – 1980, Grosuplje)
- Sternen Matej, grafik, ilustrator, restavrator, restavriral freske v cerkvi sv. Nikolaja na Taboru nad Cerovim (1870, Verd pri Vrhniki – 1949, Ljubljana)
- Škufca Matevž, slikar (1961, Grosuplje)
- Trobentar Andrej, akademski slikar, Levstikov nagrajenec (1951, Št. Jurij)
- Trontelj Jože, kipar, slikar, restavrator (1967)
- Valentinčič Stane, arhitekt, Plečnikov učenec (1904, Podgorica pri Šmarju – 1994, Ljubljana)

## Slovenisti, jezikoslovci, bibliografi, bibliotekarji
- Gregorčič Jože, etnograf, slavist, župnik na Polici (1908, Delač pri Kostelu – 1989, Stična)
- Müller Jakob, jezikoslovec (1941, Grosuplje)
- Narat Müller Jožica, historična jezikoslovka (1954, Maribor)
- Pintar Luka, bibliotekar, jezikoslovec, prešernoslovec, pojasnil krajevno ime Grosuplje (1857, Hotavlje – 1915, Ljubljana)
- Samec Drago, bibliograf, pisec (1951)
- Samec Marija, bibliotekarka, publicistka

## Športniki
- Cerar Miro(slav), telovadec, olimpionik, odvetnik (1939, Ljubljana)
- Mijatović Branka, rokometašica (1973)
- Mišmaš Maruša, atletinja (1994, Grosuplje)
- Šekrlj Franc, kolesar (1941, Ljubljana)
- Šeme Tjaša, ritmična gimnastičarka (1986)
- Moičević Željko, strelec (1984)

## Vojaki
- Šeme Franc, avstrijski oficir, polkovnik (1849, Gatina - 1912, Trst)
- Šeme Jože, avstijski stotnik (1880, Gatina – 1917, Merano, Italija)

## Zdravniki
- Podkoritnik Franjo, zdravnik, glavni pobudnik za izgradnjo zdravstvenega doma Grosuplje (1893 – 1962)

## Zgodovinarji, umetnostni zgodovinarji, etnologi
- Črnologar Konrad, zgodovinar, učitelj in restavrator, učitelj v Šmarju (1860, Peščenik pri Višnji Gori – 1904, Šmarje - Sap)
- Kogovšek Ivan, zgodovinar, župnik na Kopanju (1884, Šentvid (Ljubljana) – 1966, Kopanj)
- Kuhar Boris, etnolog (1929, Maribor – 2018)
- Mikuž Metod, zgodovinar, mladost preživel v Šmarju (1909, Prečna pri Novem mestu – 1982, Ljubljana)
- Mikuž Stane, umetnostni zgodovinar (1913, Šmarje - Sap – 1985, Ljubljana)
- Šeme Janez, pisec, zbiratelj etnoloških zgodb (1909, Polica – 1999, Kranj)
- Škrjanec Breda, umetnostna zgodovinarka (1960, Ljubljana)

## Drugi
- Bavdek Helena, Jurčičeva ljubezen (1857, Grosuplje - ?)
- Lichtenberg – Rothschütz grofica Antonija, strokovna pisateljica, (1841, Praproče pri Grosupljem - ?)
- Perme Josip gospodarstvenik, kmet, gostilničar, 26 let župan občine Št. Jurij, odkritelj Županove jame (1874, Ponova vas – 1940, Ponova vas)